# Leandra brackenridgei
Leandra brackenridgei är en tvåhjärtbladig växtart som först beskrevs av Asa Gray, och fick sitt nu gällande namn av Célestin Alfred Cogniaux. Leandra brackenridgei ingår i släktet Leandra och familjen Melastomataceae. Inga underarter finns listade i Catalogue of Life.